# يارمقية (مقاطعة فامنين)
يارمقية (بالفارسية: یارمقیه) هي قرية تقع في قسم بيشخور الريفي (مقاطعة فامنين) في إيران. يقدر عدد سكانها بـ 31 نسمة بحسب إحصاء 2016.